# Willy Uttendoppler
Willy Uttendoppler (* 25. November 1909 in Bern; † 14. Dezember 1991 ebenda) war ein Schweizer Bergsteiger, Autor und Fotograf.

## Leben
Uttendoppler lernte Schreiner, leistete im Zweiten Weltkrieg Aktivdienst, unter anderem als Alpin-Instruktor, und arbeitete sich anschliessend bei der Berner Kantonalbank vom Boten bis zum Kassier hoch. Er war Mitglied des Touristenvereins der Naturfreunde und des Schweizer Alpen-Clubs; in den Alpen und auf Expeditionen unter anderem in den Kaukasus und die Anden gelangen ihm bedeutende Besteigungen.
Uttendoppler zählt zu den bedeutendsten Schweizer Bergfotografen bzw. fotografierenden Bergsteigern. Sein fotografischer und schriftlicher Nachlass, darunter Fahrtenbücher 1930–73, befindet sich im Schweizerischen Alpinen Museum in Bern. Er war der alpinistische und fotografische Mentor des bekannten Alpinisten und Bergfotografen Dölf Reist, Drittbesteiger des Mount Everest.

## Werke
- Berge. Von den Dolomiten in die Dauphiné. Alfred Scherz Verlag, Bern 1942.
- Eine seltene Fahrt (Bietschorn Südwand). In: Bergkameraden. Mitglieder des W.A.C. erzählen. Orell Füssli, Zürich 1937.
- Sturm in der Monte Rosa-Ostwand. Zürich 1937